# Кільчинський Олександр Олексійович
Олександр Олексійович Кільчинський (8 липня 1894, Петрівське — 22 вересня 1942) — спеціаліст в галузі мостобудівництва, інженер, дослідник-експериментатор, учень Є. О. Патона.

## Біографія
Народився 8 липня 1894, року в селі Петрівському Дніпропетровської області. Середню освіту здобув в Павлоградській гімназії, яку закінчив із золотою медаллю в 1912 році і склав конкурсні іспити до інженерно-будівельного відділу Київського політехнічного інституту.
Під час навчання працював на різних посадах:
- підрядним нівелювальником заводу «Арсенал» (1915—1916);
- техніком по боротьбі з перекатами на річках Дніпрі та верхньому Сожі від округу шляхів сполучень в Гомелі (1917);
- пікетажистом та нівелювальником на будівництві шляхів сполучень «Київ-Поділ» та «Київ-Гавань» (1918—1919);
- старшим робітником та десятником при ремонті міського волонапірноканалізаційного обладнання (1920);
- десятником при відбудові Наводницького мосту в Києві (1920).

По закінченню інституту в 1920 році за спеціальністю «мости», під керівництвом Євгена Патона працював на посаді інженера, старшого інженера, завідувача, начальника та заступника начальника (1936—1941) мостовипробувальної станції Центрального управління шляхів при Народному комісаріаті шляхів сполучення.
Помер 22 вересня 1942 року. Похований в Києві на Лук'янівському цвинтарі (ділянка № 31, ряд 6, місце 19).

## Праці
Олександр Кільчинський автор ряду теоретичних праць:
- «Нагляд і утримання дерев'яних мостів» (1935, Харків);
- «Нагляд і утримання залізобетонних мостів» (1938).

Остання не була опублікована через репресовану сім'ю його сестри Марії Олексіївни.
Зібрав відомості про характеристики мостів, допустимі навантаження та розрахункові навантаження при протіканні води при зливах та весняних повенях, виконав розрахунки отворів та висоти підпор, де укладені вимоги для вузлів з'єднань, характеристики та рекомендації щодо утримання підпор та полотен пішохідних та залізничних мостів.
Спеціально користуються його нормативами та формулами й тепер. У 1930-ті роки ним було отримано формулу для розрахунку прогинів прольотів мостів, яка носить його ім'я.